# Comuna Plopii-Slăvitești, Teleorman
Plopii-Slăvitești este o comună în județul Teleorman, Muntenia, România, formată din satele Brâncoveanca, Dudu și Plopii-Slăvitești (reședința).

## Demografie
Componența etnică a comunei Plopii-Slăvitești
     Români (91,78%)
     Romi (1,01%)
     Alte etnii (0%)
     Necunoscută (7,21%)
Componența confesională a comunei Plopii-Slăvitești
     Ortodocși (88,99%)
     Alte religii (3,75%)
     Necunoscută (7,26%)
Conform recensământului efectuat în 2021, populația comunei Plopii-Slăvitești se ridică la 2.080 de locuitori, în scădere față de recensământul anterior din 2011, când fuseseră înregistrați 2.581 de locuitori. Majoritatea locuitorilor sunt români (91,78%), cu o minoritate de romi (1,01%), iar pentru 7,21% nu se cunoaște apartenența etnică. Din punct de vedere confesional, majoritatea locuitorilor sunt ortodocși (88,99%), cu o minoritate de penticostali (0,58%), iar pentru 7,26% nu se cunoaște apartenența confesională.

## Istorie
La sfârșitul secolului al XIX-lea, comuna făcea parte din plasa Călmățuiul din județul Teleorman și era alcătuită din satele Plopi și Slăvitești cu o populație de 837 de locuitori. În comună exista o biserică și o școală mixtă frecventată de 18 elevi.
Anuarul Socec din 1925 consemnează întregirea satelor Plopi și Slăvitești, într-un singur sat, Plopii-Slăvitești, care a devenit reședința comunei cu același nume. Comuna este consemnată în plasa Turnu-Măgurele a aceluiași județ, alipindu-se și satul Elisabeta, cu o populație de 2208 de locuitori. În anul 1931, după o reorganizare administrativ-teritorială, satul Elisabeta a devenit reședința comunei.
În anul 1950, comuna a trecut în administrația raionului Turnu-Măgurele al regiunii Teleorman, raion care, doi ani mai târziu, a fost inclus în regiunea București, iar satul Elisabeta a dispărut între timp.
În anul 1968, comuna a trecut la județul Teleorman, căpătând actuala formă, primind și satele comunei Beciu. Comuna Beciu s-a desprins în anul 2004, de comuna Plopii-Slăvitești, iar de la acea dată, comuna are actuala structură.

## Politică și administrație
Comuna Plopii-Slăvitești este administrată de un primar și un consiliu local compus din 11 consilieri. Primarul, Marcel Alexe[*], de la Partidul Național Liberal, este în funcție din octombrie 2020. Începând cu alegerile locale din 2024, consiliul local are următoarea componență pe partide politice:
|  | Partid                          | Consilieri | Componența Consiliului | Componența Consiliului | Componența Consiliului | Componența Consiliului |
|  | ------------------------------- | ---------- | ---------------------- | ---------------------- | ---------------------- | ---------------------- |
|  | Partidul Național Liberal       | 4          |                        |                        |                        |                        |
|  | Alianța pentru Unirea Românilor | 3          |                        |                        |                        |                        |
|  | Partidul Social Democrat        | 2          |                        |                        |                        |                        |
|  | Uniunea Salvați România         | 1          |                        |                        |                        |                        |
|  | Forța Dreptei                   | 1          |                        |                        |                        |                        |

## Monumente istorice
Două monumente istorice se găsesc în comuna Plopii-Slăvitești, ambele aflându-se în satul Dudu, printre care: Mănăstirea Plăviceni, care datează din anul 1648, și nu e departe de satul Dudu, situându-se la 12 km de localitatea Beciu, pe partea stângă a râului Olt și Biserica "Adormirea Maicii Domnului" datând din anul 1837, situată lângă biserica nouă.